# Amigdalina
L'amigdalina, D(-)-mandelonitrile-β-D-gentiobioside, è il più importante dei glicosidi cianogenici. È contenuta nei semi di diverse Rosacee e, in gran quantità, soprattutto nelle mandorle amare, dove è presente in ragione del 2,5-3,5% (quelle dolci ne contengono solo tracce), nei noccioli di pesco (2-3%), albicocco (1%), susino (0,9%), ciliegio (0,8%), melo (0,6%), lauroceraso ecc. Altre parti contenenti questo glicoside sono frutti, foglie, fiori e corteccia di molte piante appartenenti alla famiglia Rosacee.
L'amigdalina è un glicoside cianogenico, cioè capace di liberare acido cianidrico (contenente cianuro). I glicosidi sono costituiti da una parte zuccherina e da una non zuccherina, rispettivamente chiamate glicone e aglicone.
Dalla amigdalina è stato ricavato il laetrile.

## Storia, preparazione e reattività
L'amigdalina si forma dalla condensazione del mandelonitrile con un disaccaride (gentiobiosio) formato da due unità di D-glucosio unite con legame β-glucosidico. Fu isolata per la prima volta nel 1830 dagli scienziati francesi Roubiquet e Bontron-Chariand. Nel 1837 Von Liebig e Woehier scoprirono che una molecola di amigdalina poteva essere enzimaticamente degradata in uno ione cianuro, una molecola di benzaldeide e due di glucosio. Lo stesso risultato si può ottenere trattando la molecola con acido solforico.
L'amigdalina di per sé è poco reattiva. Essa reagisce soltanto con l'enzima beta-glucosidasi, e dalla degradazione si ottengono glucosio, benzaldeide e acido cianidrico. L'emulsina, enzima contenuto nei semi del mandorlo amaro ma presente in cellule separate da quelle contenenti amigdalina, se viene a contatto con questa la decompone, scindendola nelle stesse tre sostanze suddette. L'insieme di emulsina e amigdalina provoca, in caso di ingestione corporea, forti sintomi da avvelenamento da acido cianidrico, anche se assunte entrambe in piccole o piccolissime dosi.

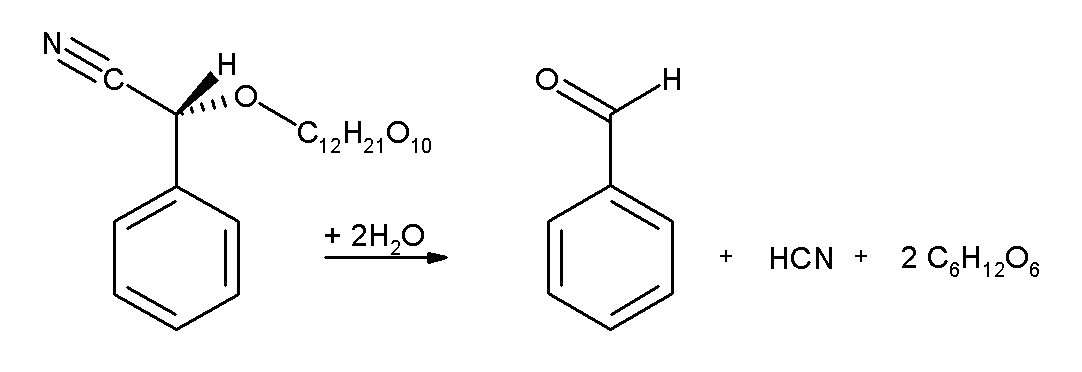
Idrolizzando l'amigdalina si ottengono benzaldeide, acido cianidrico e due molecole di glucosio

## Laetrile
Il laetrile è un composto chimico derivato dall'amigdalina.
Negli anni venti lo statunitense Ernst T. Krebs, medico generico di San Francisco che lavorava in un laboratorio domestico alla ricerca di un metodo per migliorare il sapore di un whisky prodotto e venduto illegalmente, si accorse che un estratto di semi di armellina era in grado di ridurre i tumori nei roditori, avvisando però che la sostanza aveva un comportamento troppo imprevedibile e pericoloso per l'uso umano. La promozione del laetrile non iniziò che venti anni dopo, quando il figlio, Ernst Krebs Jr. isolò una sostanza simile all'amigdalina, che egli chiamò laetrile, ma contenente una molecola di glucosio in meno.
La parola "laetrile" è un acronimo della parola LAEvomandeloniTRILE-glucoside. Il nome chimico completo è D-1 mandelonitrile-beta-glucuronide. Il nome dell'amigdalina è invece D-mandelonitrile-bi-glucoside.
Nonostante i moniti del padre, la promozione del laetrile iniziò con la comparsa del canadese Andrew McNaughton Jr. e della "classica" border clinic in Messico, da parte del patologo Ernesto Contreras, restando confinata alla costa ovest e al Messico fino al 1972, finché gli attivisti della John Birch Society portarono all'attenzione del grande pubblico la pratica di John Richardson, medico generico di San Francisco, convinto nel 1971 da Krebs Jr. a diventare uno specialista nella cura del cancro, e arrestato nel 1972 per violazione della legge sul cancro della California.

Al riguardo, la Cancer Commission della California Medical Association aveva indagato gli effetti del laetrile, dichiarandolo inefficace nel 1953. Dieci anni dopo, il California State Department of Public Health ne aveva proibito l'uso a seguito di un secondo report del Cancer Advisory Council su cento casi esaminati nel periodo 1960-1962, secondo il quale il laetrile non aveva alcun effetto per la diagnosi, trattamento, attenuazione o cura del cancro.
Mentre le autorità sanitarie cercavano di classificare il laetrile come un farmaco e di bandirne l'uso, Ernst T. Krebs soprannominò impropriamente la sostanza vitamina B17 (anche se in realtà non si tratta di una vitamina), secondo i critici per commerciare liberamente il laetrile ed evitare l'obbligo di una seria sperimentazione clinica della sostanza.
Senza apportare alcuna evidenza clinica o scientifica, Krebs Jr. sostenne di poter usare il laetrile come presunto agente antitumorale.

## Amigdalina/laetrile come presunta terapia del cancro

Formula di struttura del laetrile

L'amigdalina/laetrile è stata oggetto di numerosi studi al fine di verificare le asserzioni dei suoi propugnatori, in merito ad un suo presunto e mai dimostrato effetto benefico nei confronti del cancro.
Nel tempo si sono susseguiti diversi ampi studi, volti a sperimentarne la presunta validità anti-tumorale. Il National Institutes of Health statunitense ha valutato i diversi studi, concludendo che i trial clinici non mostrano alcun effetto benefico contro il cancro e che il suo uso può anzi comportare gravi danni alla salute per il rischio di intossicazione da cianuro.
Uno studio del 1978 riporta la vasta indagine rivolta a 385.000 fisiatri e altri 70.000 professionisti della salute negli USA, a fronte della stima per cui circa 70.000 americani avrebbero fatto uso di Laetrile. Solo 93 casi ottennero risposta, rinviando ad ulteriori studi.
Uno studio del 1982 determinò che la terapia a base di laetrile, oltre ad essere completamente priva di qualunque efficacia clinica, costituisce un grosso rischio stante i sintomi di avvelenamento da cianuro sofferti da molti pazienti durante il trial clinico. Dei 178 pazienti sottoposti al trattamento, e che all'inizio della ricerca erano tutti in stato di buona salute generale (tranne che per il processo tumorale), nessuno sopravvisse.
La conclusione dello studio fu che l'amigdalina/laetrile/"vitamina" B17 ha alti livelli di tossicità, e nessuna efficacia o utilità contro il cancro.
Una review della letteratura mondiale, effettuata nel 2007, ha analizzato 36 studi reperiti nei database Cochrane Central Register of Controlled Trials (CENTRAL), MEDLINE (dal 1951), EMBASE (dal 1980), Allied and Complementary Medicine (AMED), Scirus, CancerLit, Cumulative Index to Nursing and Allied Health (CINAHL; tutti dal 1982), CAMbase (dal 1998), MetaRegister e National Research Register, concludendo che non c'è evidenza di effetti anticancro del laetrile.

Alla stessa conclusione nel 2011 perviene una ricerca su 8 database e 2 registri pubblici, che esamina 200 risultati, mentre sono noti e provati gli effetti del cianuro dopo l'ingestione di amigdalina o laetrile, soprattutto per via orale.
Ancora oggi alcune persone utilizzano l'amigdalina o suoi derivati per cercare di integrare o sostituire le terapie antitumorali di provata efficacia (ed in alcuni casi questo ha condotto a decessi che sarebbero stati, molto probabilmente, facilmente evitabili con chemioterapie che sono di provata efficacia per quei particolari tipi di tumore); tale composto, in commercio come integratore alimentare, oltre ad essere stato ripetutamente dimostrato che non sortisce alcun effetto antitumorale, può anche rischiare di causare (in particolare se assunto per via orale) effetti tossici o addirittura mortali.